# بيلي فوربس
بيلي فوربس (بالإنجليزية: Billy Forbes)‏ (13 ديسمبر 1990 في جزر توركس وكايكوس - ) هو لاعب كرة قدم بريطاني في مركز الهجوم. شارك مع منتخب جزر تركس وكايكوس لكرة القدم. أما مع النوادي، فقد لعب مع سان أنتونيو سكوربيونز وRayo OKC ‏ وSouthern West Virginia King's Warriors ‏ وMississippi Brilla FC ‏.

## وصلات خارجية
- بيلي فوربس على موقع الاتحاد الدولي (مؤرشف)  (الإنجليزية)
- بيلي فوربس على موقع قاعدة بيانات كرة القدم.إي يو (الإنجليزية)
- بيلي فوربس على موقع ناشيونال فوتبول تيمز (الإنجليزية)
- بيلي فوربس على موقع Soccerway.com (الإنجليزية)